# Thomas J. Trask

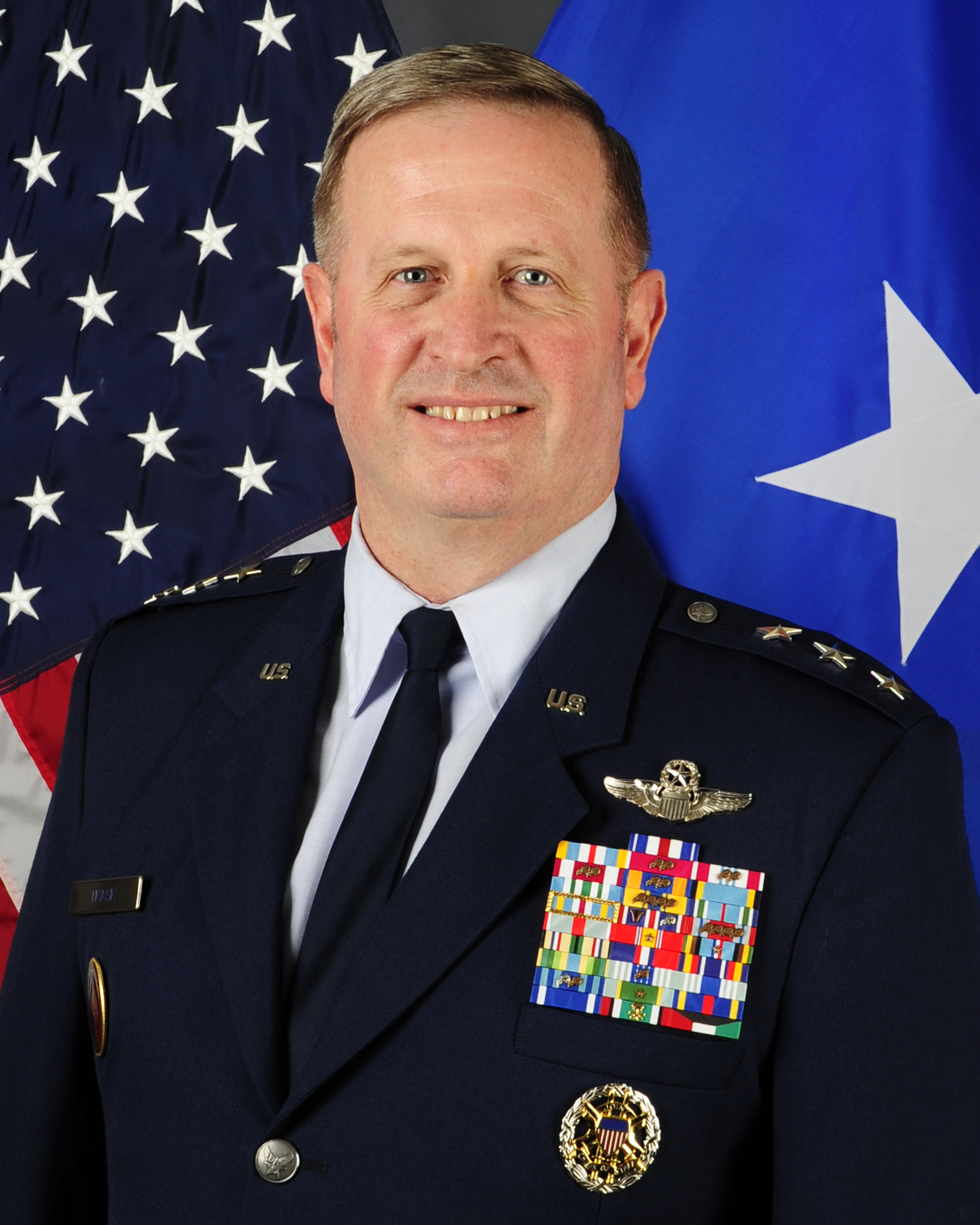
Thomas J. Trask (2014)

 Thomas J. Trask  (* um 1962) ist ein pensionierter Generalleutnant der United States Air Force. Er war unter anderem Kommandeur der 23. Luftflotte (Twenty Third Air Force).
Über das ROTC-Programm der Embry-Riddle Aeronautical University gelangte er im Jahr 1984 in das Offizierskorps der United States Air Force. Dort durchlief er anschließend alle Offiziersränge vom Leutnant bis zum Drei-Sterne-General.
Im Lauf seiner militärischen Karriere absolvierte er verschiedene Kurse und Schulungen. Dazu gehörten unter anderem eine Ausbildung zum Hubschrauberpiloten; die Squadron Officer School auf der Maxwell Air Force Base in Alabama; das Naval War College in Newport in Rhode Island, die School of Advanced Airpower Studies auf der Maxwell AFB und das NATO Defense College in Rom in Italien. Später folgten noch das Leadership Development Program in Greensboro in North Carolina; das Enterprise Leadership Seminar in Raleigh ebenfalls in North Carolina und der Kurs Leadership for a Democratic Society der beim Federal Executive Institute in Charlottesville in Virginia abgehalten wurde. Trask beendete seine Ausbildung mit dem Capstone General and Flag Officer Course der National Defense University in Fort Lesley J. McNair in Washington, D.C. und dem Joint Flag Officers Warfighting Course auf der Maxwell AFB. Außerdem erhielt er einen akademischen Grad von der Troy University.
In seinen frühen Jahren als Offizier der Luftwaffe war er an verschiedenen Stützpunkten in den Vereinigten Staaten stationiert. Dabei war er als Hubschrauberpilot, Ausbilder oder Stabsoffizier bei unterschiedlichen Einheiten tätig. Dazwischen absolvierte er die erwähnten Schulungen. Er nahm an Militäroperationen in Panama, Bosnien, im Kosovo und im Irak teil. Zwischen Juli 1996 und Juni 1998 war er Stabsoffizier in der Abteilung für Planungen im Hauptquartier der NATO-Luftstreitkräfte-Süd in Neapel (Allied Air Forces Southern Europe, NATO).
Nach zwischenzeitlich anderen Verwendungen wurde er im August 2001 zum Stab der Joint Chiefs of Staff versetzt. Bis zum August 2002 leitete er dort innerhalb der Stabsabteilung J3 die Unterabteilung für Sonderoperationen (Chief, Special Operations Forces Division). Daran schloss sich eine Versetzung zur Moody Air Force Base in Georgia an. Dort kommandierte er zwischen August 2002 und Februar 2004 die 347th Operations Group. Anschließend wurde er dem Stab des United States Special Operations Command zugeordnet, dem er bis zum Mai 2005 angehörte. Dabei war er auf der MacDill Air Force Base in Florida stationiert.
Trasks nächster Auftrag führte ihn auf die Kirtland Air Force Base in New Mexico, wo er zwischen Mai 2005 und Februar 2007 den Oberbefehl über das 58. Spezialgeschwader (58th Special Operations Wing) innehatte. Danach erhielt er die Leitung der Squadron Officer School auf der Maxwell AFB. Diese Mission erfüllte er zwischen Februar 2007 und Juli 2008. Am 14. Juli 2008 übernahm Thomas Trask auf dem Hurlburt Field in Florida als Nachfolger von Michael W. Callan das Kommando über die 23. Luftflotte. Dieses Amt bekleidete er bis zum 7. Januar 2009, als Richard S. Haddad seine Nachfolge antrat. In der Folge verblieb er auf dem Hurlburt Field, wo er bis zum Juli 2009 die Stabsabteilung für Planungen, Programme und Bedarf des Air Force Special Operations Commands leitete (Director of Plans, Programs, Requirements and Assessments, Air Force Special Operations Command). Danach kehrte er zur MacDill AFB und zum Stab des U.S. Central Commands zurück, dem er in unterschiedlichen Funktionen bis zum Juni 2014 angehörte. Danach war er bis zu seiner Pensionierung im Jahr 2017 einer der stellvertretenden Leiter des United States Special Operations Commands. Dabei war er in Washington, D.C. in einer Außenstelle des Commands, das ansonsten auf der Mac Dill AFB sein Hauptquartier hat, tätig.
Während seiner aktiven Zeit als Pilot von Militärhubschraubern absolvierte er über 3200 Flugstunden auf verschiedenen Hubschraubern.
Nach seiner Pensionierung gründete Thomas Trask seine eigene Beraterfirma SO&A Consulting LLC. Diese ist vor allem auf dem Verteidigungssektor tätig.

## Daten der Beförderungen
| Abzeichen | Rang               | Jahr              |
| --------- | ------------------ | ----------------- |
|           | Second Lieutenant  | 21. April 1984    |
|           | First Lieutenant   | 28. Juni 1986     |
|           | Captain            | 28. Juni 1988     |
|           | Major              | 1. November 1994  |
|           | Lieutenant Colonel | 1. September 1998 |
|           | Colonel            | 1. September 2002 |
|           | Brigadier General  | 3. Dezember 2008  |
|           | Major General      | 10. November 2011 |
|           | Lieutenant General | 16. Juni 2014     |

## Orden und Auszeichnungen
Thomas Trask erhielt im Lauf seiner militärischen Laufbahn unter anderem folgende Auszeichnungen:
- Defense Distinguished Service Medal
- Defense Superior Service Medal
- Silver Star
- Legion of Merit
- Defense Meritorious Service Medal
- Meritorious Service Medal
- Air Medal
- Joint Service Commendation Medal
- Air Force Commendation Medal